# All Things Bright and Beautiful
| 전문가 평가          | 전문가 평가 |
| 총 점수              | 총 점수     |
| 출처                 | 점수        |
| -------------------- | ----------- |
| 메타크리틱           | 49/100      |
| 평가 점수            |             |
| 출처                 | 점수        |
| AllMusic             | [ 2 ]       |
| Consequence of Sound | D           |
| Entertainment Weekly | B−          |
| The Guardian         | [ 5 ]       |
| IGN                  | 8/10        |
| Jesus Freak Hideout  | [ 7 ]       |
| Newsday              | A−          |
| NME                  | [ 9 ]       |
| Rolling Stone        | [ 10 ]      |
| Spin                 | 5/10        |
| USA Today            | [ 12 ]      |

《All Things Bright and Beautiful》은 미국의 일렉트로니카 프로젝트 아울 시티의 세 번째 스튜디오 음반이다. 이 음반은 2011년 6월 14일, 유니버설 리퍼블릭 레코드에서 발매되었다. 비평가들의 엇갈린 평가에도 불구하고 상업적으로 성공하여 빌보드 200 차트에서 6위에 올랐다.
음반 제목은 동명의 찬송가를 기반으로 한다.

## 배경
이 음반에는 애덤 영이 신스팝 스타일을 이어가는 동시에 인디 록, 포크, 유럽 트랜스 음악의 〈Galaxies〉와 랩의 〈Alligator Sky〉를 실험하는 모습이 담겨 있다. 음반에 참여한 게스트 뮤지션으로는 숀 크리스토퍼, 맷 티센, 라이트스, 브린 듀렌, 아담 영의 어머니 조안 영이 있다.
음반 제작은 그가 Ocean Eyes World Tour를 마치고 집으로 돌아온 후인 2010년 중반경에 시작되었다. 이 음반은 원래 2011년 5월 24일로 전 세계 발매일을 계획하고 있었다. 그 후 5월 17일로 변경되었다. 그러나 4월 6일, 영은 공식 사이트에 발매일이 2011년 6월 14일로 변경되었다는 글을 올렸다. 그는 그 이유를 "점들을 더 잘 연결하고 하늘의 모든 구름을 특별한 은색 안감으로 꿰매기 위한 시도"와 "드디어 여름 학기가 시작되었으니 불꽃놀이를 감상하기에 완벽한 시간이 될 것"이라고 말했다. 이 게시물과 함께 새 음반의 네 트랙이 각각 1분 30초 분량으로 미리 공개되었다. 미리 공개된 미리보기에는 〈Alligator Sky〉 (숀 크리스토퍼가 피처링), 〈Deer in the Headlights〉, 〈Galaxies〉, 〈Dreams Don't Turn to Dust〉가 포함되어 있다.

## 상업적 성과
미국에서는 이 음반이 빌보드 200 차트에서 48,000장 팔리며 6위로 데뷔했다. 독일에서는 이 음반이 차트에서 1주일 동안 69위에 올랐다가 하락하여 9주 동안 차트에 올랐던 《Ocean Eyes》보다 낮은 순위를 기록했다. 영국에서는 이 음반이 52위에 오르며 차트에 단 일주일 만에 머물렀다. 캐나다에서는 《All Things Bright and Beautiful》이 7위에 올랐다. 현재까지 이 음반은 미국에서 143,000장이 판매되었다.

## 곡 목록
모든 곡들은 특별한 언급이 없는 한 애덤 영에 의해 작사/작곡하였다.
| #   | 제목                                    | 작사·작곡      | 재생 시간 |
| --- | --------------------------------------- | -------------- | --------- |
| 1.  | 〈The Real World〉                      |                | 3:34      |
| 2.  | 〈Deer in the Headlights〉              |                | 3:00      |
| 3.  | 〈Angels〉                              |                | 3:40      |
| 4.  | 〈Dreams Don't Turn to Dust〉           |                | 3:44      |
| 5.  | 〈Honey and the Bee (Feat. 브린 듀렌)〉 |                | 3:44      |
| 6.  | 〈Kamikaze〉                            |                | 3:27      |
| 7.  | 〈January 28, 1986〉                    |                | 0:37      |
| 8.  | 〈Galaxies〉                            |                | 4:03      |
| 9.  | 〈Hospital Flowers〉                    |                | 3:39      |
| 10. | 〈Alligator Sky (Feat. 숀 크리스토퍼)〉 | 영, 크리스토퍼 | 3:05      |
| 11. | 〈The Yacht Club (Feat. 라이트스)〉     |                | 4:32      |
| 12. | 〈Plant Life〉                          | 영, 맷 티센    | 4:10      |